# 瑋焍婭·芭蘭
瑋焍婭·芭蘭（泰米爾語: வித்யா பாலன்、印地語: विद्या बालन，1979年1月1日—）是寶萊塢的印度演員，她出生於喀拉拉邦。
芭蘭剛剛從影時拍音樂片、電視片（肥皂劇）起家，也接拍過多則商業廣告。2003年由于在孟加拉語電影《Bhalo Theko》中的演出受到好評，片約開始增多，2005年她在第一出印地語電影：《擋不住的愛（Parineeta）》當中表現極其出色，榮獲《印度電影觀眾獎──最佳新人獎》，後來2006年她又接拍了Rajkumar Hirani導演的電影：《孟買大兄（Lage Raho Munna Bhai）》獲得巨大商業業績，奠定了她在影壇上的地位；毫無疑問，她是今天印度最有潛力的青年演員之一。

## 外部連結
- 瑋焍婭·芭蘭在互联网电影资料库（IMDb）上的資料（英文）
- 瑋焍婭·芭蘭的Instagram帳戶